# Erich Kästner
Emil Erich Kästner (23. února 1899 Drážďany – 29. července 1974 Mnichov) byl německý spisovatel, publicista, scenárista a kabaretní autor. Novinářská kariéra Ericha Kästnera začala během Výmarské republiky společensko-kritickými a antimilitaristickými básněmi, glosami a eseji publikovanými v různých periodicích této doby.
Na počátku nacionálně socialistické diktatury byl jedním z mála intelektuálních a zároveň prominentních odpůrců nacismu, jež zůstali v Německu, i když jeho díla byla na seznamu knih, které byly na režimem ovládaném území zakázány a v květnu 1933 páleny jako „neněmecké“. Kästner byl v Berlíně jediným z autorů, který byl přítomen, když byly jeho knihy páleny. Navzdory různým represím se dokázal ekonomicky zabezpečit z prodeje svých knih v zahraničí a rovněž jako pod pseudonymem skrytý autor scénářů několika filmových komedií. Od konce druhé světové války se mohl Kästner opět svobodně věnovat novinařině. V letech 1951–1962 byl prezidentem západoněmeckého PEN klubu. Jako přesvědčený pacifista v 50. a 60. letech několikrát kritizoval Adenauerovu vládu, mimo jiné v souvislosti s remilitarizací, jaderným zbrojením a aférou kolem týdeníku Der Spiegel.
Kästner se stal populárním díky svým knihám Emil a detektivové (1929), Kulička a Toník (1931), Létající třída (1933) a Luisa a Lotka (1949), jakož i díky svým někdy zamyšleným, někdy humoristickým, často však satirickým básním, epigramům a aforismům. Jednou z jeho nejznámějších básnických sbírek, jež byla v roce 1936 vydána švýcarským nakladatelstvím Atrium, je Lyrická domácí lékárnička doktora Ericha Kästnera. V českém prostředí byl spisovatel od třicátých let 20. století hojně překládán, filmové adaptace od režiséra Vladimíra Slavínského se roku 1936 dočkal román Tři muži ve sněhu.

## Život

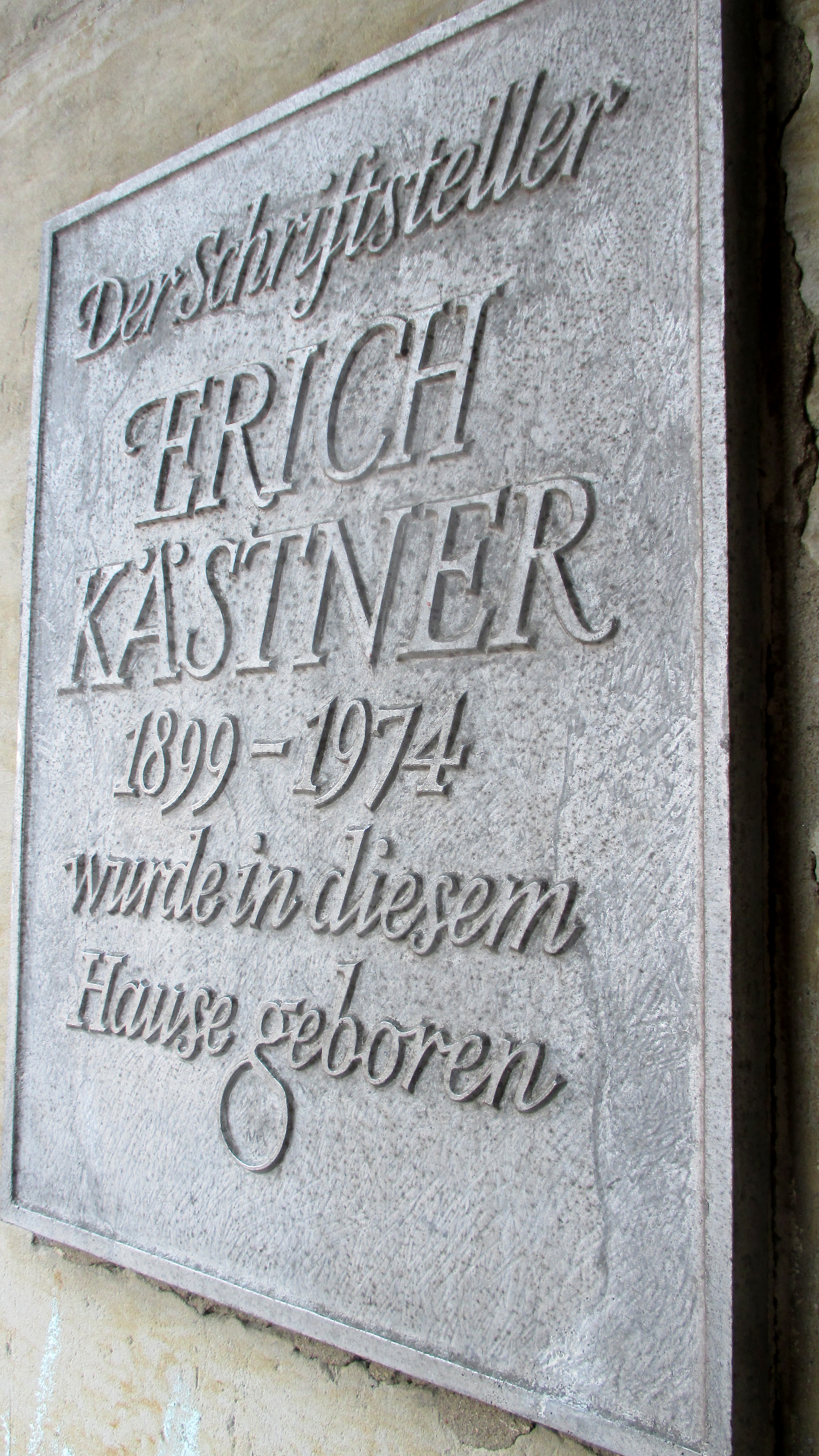
Pamětní deska na rodném domě Ericha Kästnera v Drážďanech

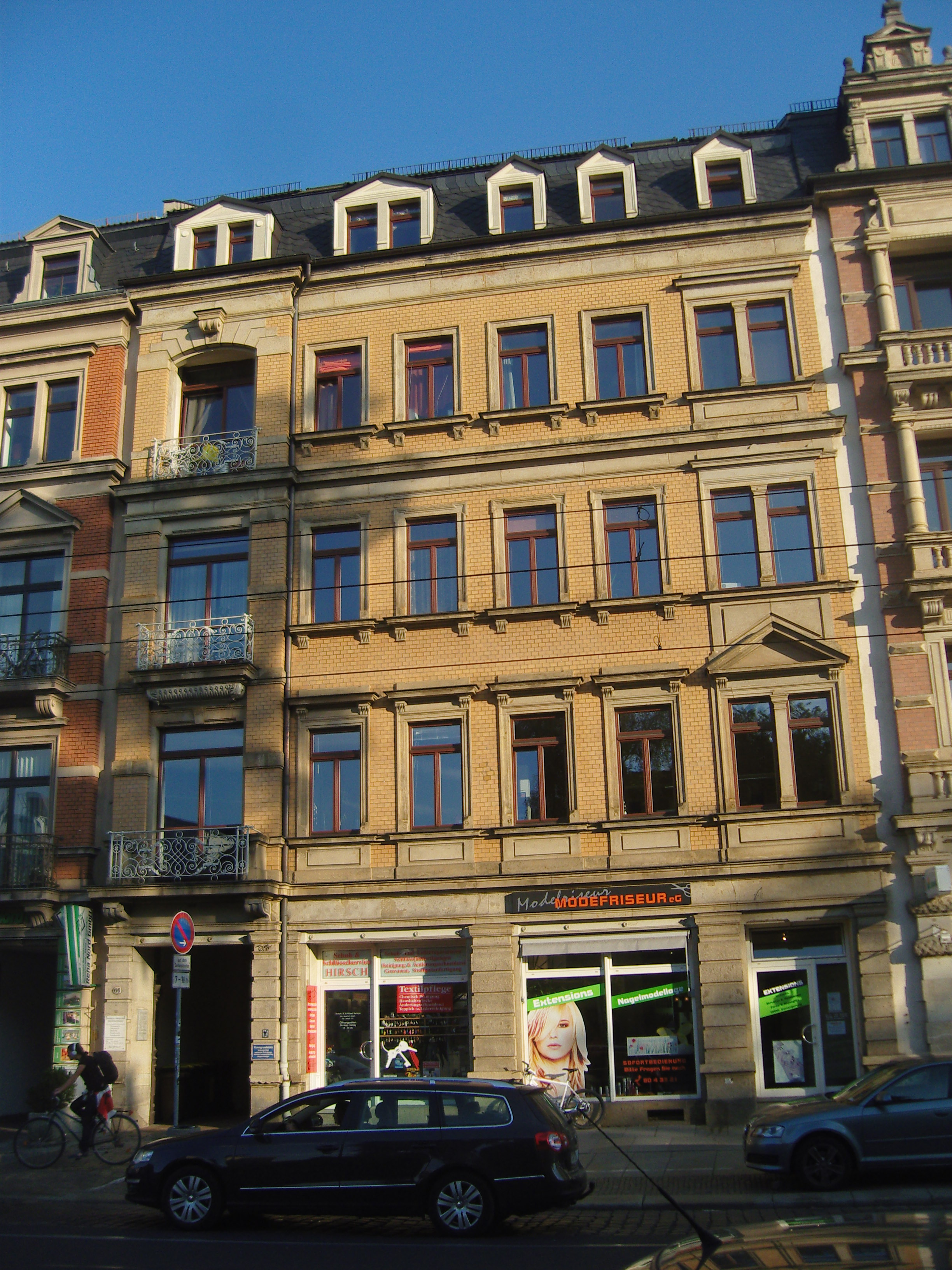
Rodný dům v Königsbrücker Straße 66

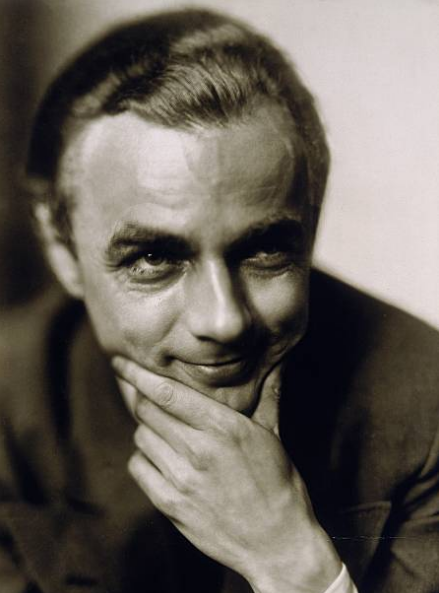
Erich Kästner kolem roku 1930

### Drážďany 1889–1919
Erich Kästner se narodil v Drážďanech v Königsbrücker Straße 66. Vyrůstal v rodině, která žila v podmínkách nižší střední třídy ve čtvrti Äussere Neustadt. (Vnější Neustadt). Nedaleko na náměstí Albertplatz se dnes nachází Muzeum Ericha Kästnera, které sídlí v přízemí vily, jež patřila jeho strýci Franzi Augustinovi.
Jeho otec Emil Richard Kästner (1867–1957) byl sedlářským mistrem zaměstnaným v továrně na kufry. Matka, Ida Kästnerová rozená Augustinová, byla služebnou a domácí šičkou, ve svých třiceti letech se stala kadeřnicí. Kästner měl se svou matkou neobyčejně intenzivní vztah. Již jako dítě silně prožíval její lásku, která se vztahovala výlučně k němu, neboť jiná osoba v jejím životě vlastně nehrála žádnou roli. Během svého pobytu v Lipsku a Berlíně jí každý den posílal dopisy a pohlednice. Motiv milující matky lze také stále znovu hledat v jeho románech. Později se v kästnerovské sekundární literatuře objevily nikdy nepotvrzené zvěsti, že jeho biologickým otcem měl být židovský rodinný lékař Emil Zimmermann (1864–1953).
| „               | […] pocházím z velmi skromných poměrů, můj otec byl kvalifikovaný dělník a také, přirozeně, sociální demokrat. Jako dítě jsem již zažil, jak dělníci stávkovali a jak četníci na koních s tasenými šavlemi mlátili ty, kteří pak rozbili lucerny dlažebními kostkami, a já jsem plakal u okna vedle své matky. Můj otec byl dole s nimi – to tedy máme už dvě zásadní věci. | “ |
| — Erich Kästner | |   |

Od roku 1913 Kästner navštěvoval někdejší Fletcherovský učitelský seminář v ulici Marienallee v Drážďanech-Neustadtu, ale o tři roky později studium učitelství krátce před dokončením přerušil. Mnoho podrobností ze školních let obsahuje pozdější kniha Létající třída. Své dětství popsal Kästner v autobiografické knize Když jsem byl malý kluk, vydané v roce 1957. Začátek první světové války zde komentuje slovy: „Začala světová válka, a skončilo mé dětství.“
Do vojenské služby byl povolán roku 1917, přičemž absolvoval výcvik roty jednoročních dobrovolníků u těžkého dělostřelectva. Brutalita tohoto výcviku učinila z Kästnera rozhodného antimilitaristu. Kromě toho od té doby kvůli bezohlednému drilu svého cvičitele Wauricha trpěl celoživotní srdeční slabostí. Waurichovi věnoval kritickou báseň „Sergeant Waurich“. Po skončení první světové války absolvoval Kästner závěrečný kurz na Strehlenově učitelském semináři. O rok později pak absolvoval s vyznamenáním Gymnázium krále Jiřího a získal zlaté stipendium města Drážďan.
| „               | Rozhodujícím zážitkem pro mě bylo přirozeně mé povolání do války. Když vás povolají ve věku 17 let a polovina třídy už je mrtvá, protože, jak je dobře známo, v jedné třídě se dva ročníky překrývají, tak jste ještě méně militaristou než kdykoliv předtím. A jednou z těch nejdůležitějších animozit, které se dotýkají mladého člověka, je zlost na armádu, na zbrojení a na těžký průmysl. | “ |
| — Erich Kästner | |   |

### Lipsko 1919–1927
Na podzim roku 1919 začal Kästner studovat historii, filosofii, germanistiku a divadelní vědu na Lipské univerzitě. Jako student bydlel od roku 1922 v podnájmu v lipské čtvrti Musikviertel v Hohe Straße 51. V důsledku inflace v letech 1914–1923 se dostal do obtížné finanční situace, takže byl nucen si přivydělávat jako prodejce parfému a sbíral rovněž cenné papíry pro jednoho bookmakera. V roce 1925 předložil svou disertační práci Friedrich der Große und die deutsche Literatur : die Erwiderungen auf seine Schrift „De la litterature allemande“ germanistovi Georgu Witkowskému, načež byl promován doktorem filosofie (Dr. phil.). Studium v té době již financoval z vlastních příjmů coby novinář a divadelní kritik v listu Neue Leipziger Zeitung.
Stále kritičtější Kästner dostal výpověď v roce 1927, když byla jeho erotická báseň Nachtgesang des Kammervirtuosen ilustrovaná Erichem Ohserem označena za frivolní. V témže roce se přestěhoval do Berlína, odkud pokračoval jako nezávislý kulturní korespondent pro Neue Leipziger Zeitung pod pseudonymem „Berthold Bürger“. Později publikoval pod mnoha dalšími pseudonymy (např. „Melchior Kurtz“, „Peter Flint“ nebo „Robert Neuner“).
V letech 1926–1932 vyšlo v rodinném časopise Beyers für Alle vydávaném lipským vydavatelstvím Verlag Otto Beyer téměř 200 článků, básní, hádanek a malých fejetonů pod pseudonymy „Klaus“ a „Kläre“, jejichž autorem je podle současného stavu bádání Kästner. V červenci 1927 začal psát své první větší dílo Klaus im Schrank oder Das verkehrte Weihnachtsfest. V témže roce poslal finální verzi několika nakladatelům, kteří však dílo odmítli jako příliš moderní.

### Berlín 1927–1933

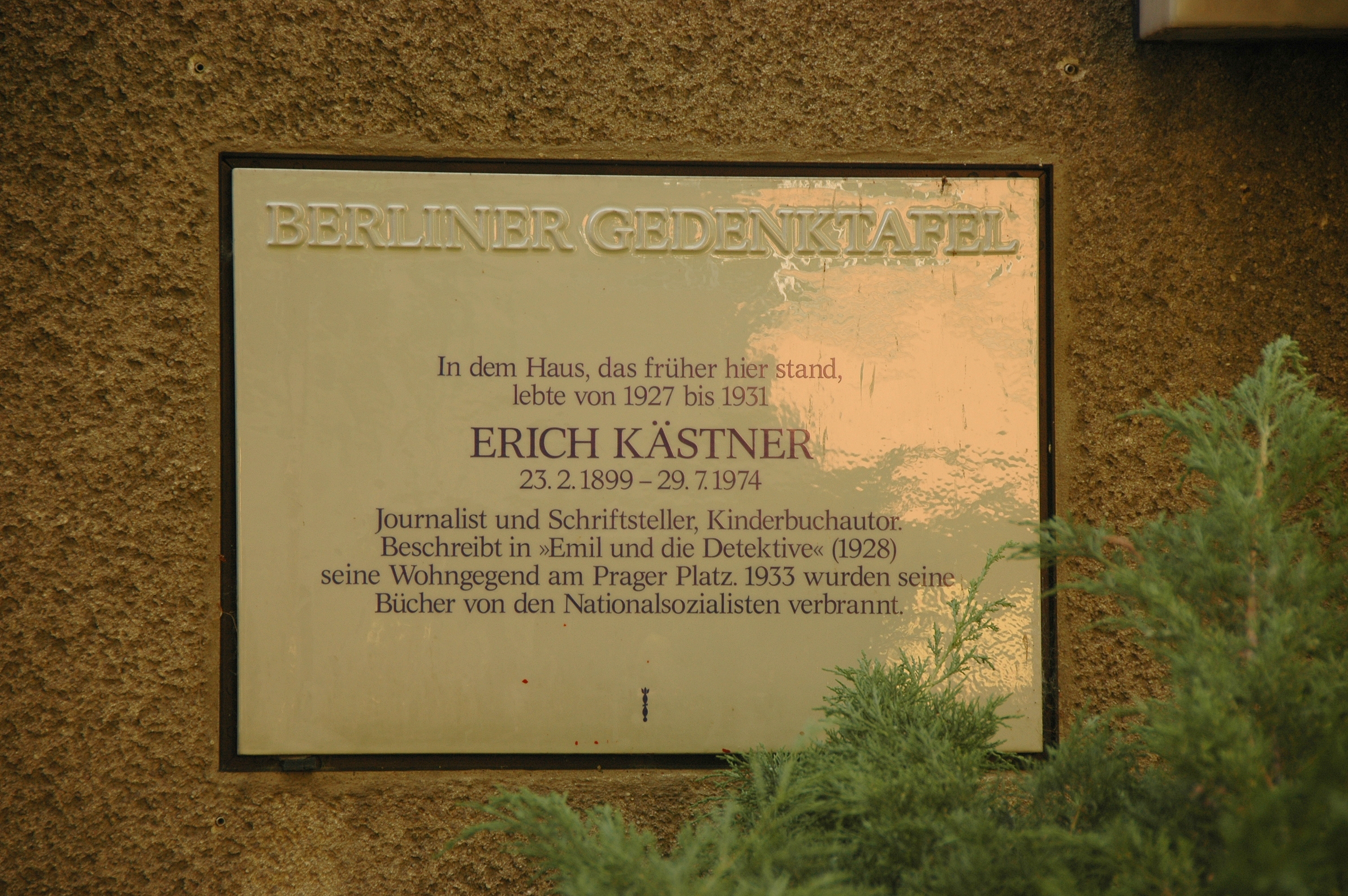
Berlínská pamětní deska v Prager Straße 17

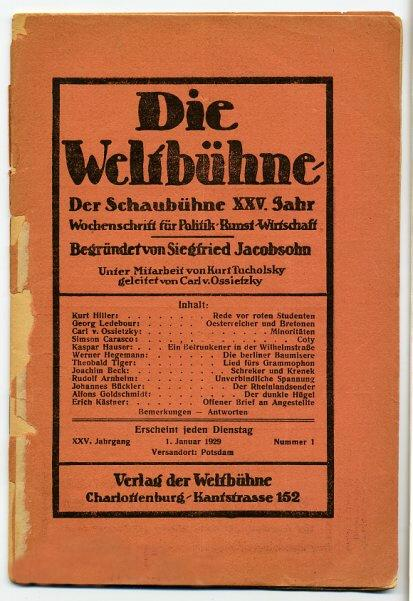
Die Weltbühne (1929)

Kästnerova berlínská léta od roku 1927 do konce Výmarské republiky v roce 1933 jsou považována za jeho nejproduktivnější období. Během několika mála let se stal důležitou intelektuální postavou berlínského života. Publikoval básně, glosy, reportáže a recenze v různých periodikách německé metropole. Pravidelně psal na volné noze pro různé deníky jako Berliner Tageblatt a Vossische Zeitung, jakož i pro časopis Die Weltbühne. Od roku 1928 pro něj pracovala soukromá sekretářka Elfriede Mechnigová, která mu zůstala věrná 45 let.
Hans Sarkowicz a Franz Josef Görtz, vydavatelé Sebraných spisů z roku 1998, v doslovu ke Kästnerově publicistice zmiňují více než 350 ověřitelných článků z let 1923–1933, skutečné číslo však bude pravděpodobně vyšší. Mnoho článků se patrně ztratilo, když v roce 1944 vyhořel Kästnerův byt. V roce 1928 spisovatel vydal svou první knihu Herz auf Taille, což je sbírka básní z doby působení v Lipsku. Do roku 1933 vyšly další tři svazky jeho poezie. Se svou užitou lyrikou se stal Kästner důležitým hlasem nové věcnosti.
Dne 15. října 1929 vyšla jeho první kniha pro děti Emil a detektivové. Tento detektivní příběh byl vytvořen na popud nakladatelky Edith Jacobsohnové. Knihy se pouze v Německu prodalo přes dva miliony svazků a doposud byla přeložena do 59 jazyků. Pro tehdejší dětskou literaturu s jejími „aseptickými“ pohádkovými světy bylo dosti neobvyklé, že se tento román odehrával v současném Berlíně. V následujících letech napsal Kästner dvě další dětské knihy ze současnosti Kulička a Toník (1931) a Létající třída (1933). Důležitou roli v úspěchu těchto knih hrály ilustrace Waltera Triera.
Filmová adaptace Gerharda Lamprechta Emil a detektivové měla v roce 1931 velký úspěch. Kästner však nebyl spokojen se scénářem, který napsali Lamprecht a Billy Wilder. Po této zkušenosti proto začal pracovat jako scenárista pro studia v Babelsbergu.
Kästnerův román Fabian – příběh moralisty, publikovaný v roce 1931 je psán téměř filmovou technikou s užitím rychlých střihů a montáží. Odehrává se v Berlíně na počátku 30. let a na příkladu nezaměstnaného germanisty Jakoba Fabiana je v něm popsáno tempo doby, shon i úpadek Výmarské republiky. V postavě Fabiana se odráží rovněž spisovatelova zkušenost s psaním reklamních textů.
Od roku 1927 do roku 1929 žil Kästner v Prager Straße 17 (dnes patrně č. 12) v Berlíně-Wilmersdorfu, poté do února 1944 v Roscherstraße 16 v Berlíně-Charlotenburgu.

### Berlín 1933–1945
Na rozdíl od téměř všech jeho kolegů, kteří kritizovali nový režim, Kästner po uchopení moci nacionálními socialisty 30. ledna 1933 neemigroval. Bezprostředně poté sice na krátkou dobu odešel do Merana a do Švýcarska, kde se setkal s kolegy, kteří emigrovali, ale potom se vrátil do Berlína. Tento krok Kästner zdůvodnil tím, že chce být kronikářem událostí v místě dění. Ve skutečnosti shromažďoval materiál z této doby a dělal si rozsáhlé poznámky v tajném deníku pro budoucí román o „Třetí říši“ v gabelsberském těsnopisu. Tuto modře vázanou knihu si vzal s sebou do protileteckého krytu, a proto se po výbuchu bomby – na rozdíl od čtyř tisíců svazku jeho knihovny – zachovala. Dalším důvodem, proč zůstal, bylo to, že nechtěl opustit svou matku. V epigramu Nutná odpověď na zbytečné otázky (in: Kurz und bündig) poskytl také následující odpověď:
| „ | Jsem Němec z Drážďan v Sasku narozený, vlast mi nedovolí odejít. Jsem jak strom, jenž – tady vypěstěný – tady uschne, když to musí být. | “ |

Nacionálně socialistické vedení nenávidělo Kästnera jako populárního představitele kosmopolitní velkoměstské „asfaltové literatury“. Několikrát byl vyslýchán gestapem a byl také vyloučen ze Svazu spisovatelů. Jeho díla „odporující německému duchu“ byla pálena 10. května 1933 (Goebbels jmenoval Kästnerovo jméno na třetím místě), což sám zblízka pozoroval. Kästnerova žádost o přijetí do Říšské literární komory byla zamítnuta kvůli jeho „kulturně-bolševickému postoji k literatuře před rokem 1933“, což se týkalo hlavně jeho podpisu „Naléhavé výzvy“ Mezinárodní socialistické ligy z června 1932. To se rovnalo zákazu publikování v Německé říši. Kästnerův spřátelený nakladatel Kurt Leo Maschler převzal všechna práva od berlínského nakladatelství Williams & Co., načež knihy vycházely ve Švýcarsku v nakladatelství Atrium, které Maschler založil.
Navzdory tomu, jak sám spisovatel a jeho životopisci referují o jeho práci během nacionálního socialismu, Kästner úspěšně psal pod pseudonymy. Podle Hermanna Kurzkeho byl na vrcholu své produktivity a zásoboval zábavní průmysl „Třetí říše“ divadelními texty a různými filmovými scénáři (částečně jako spoluautor). Obzvláště úspěšné bylo Celoživotní dítě, uváděné v zahraničí a v poválečném období jako kniha, popř. film Tři muži ve sněhu. Se zvláštním povolením dodal Kästner v roce 1942 pod pseudonymem „Berthold Bürger“ scénář pro prestižní jubilejní film studia UFA Münchhausen. Kästnerův podíl na scénáři Bobbyho E. Lüthgeho a Helmuta Weisse pro film Heinze Rühmanna Ich vetraue Dir meine Frau lze dnes stěží odhadovat.
V roce 1943 musel Kästner opustit svůj městský byt kvůli evakuaci civilního obyvatelstva v důsledku náletů. Tehdy odešel k přátelům v Neubabelsbergu, zatímco jeho byt v Charlottenburgu byl zničen bombami roku 1944. Dne 7. března se mu podařilo odcestovat s 60členným filmovým týmem k údajnému natáčení v Mayrhofenu v Tyrolsku, kde čekal až válka skončí. Toto období zaznamenal v deníku Notabene 45, jenž byl vydán v roce 1961.

### Mnichov 1945–1974

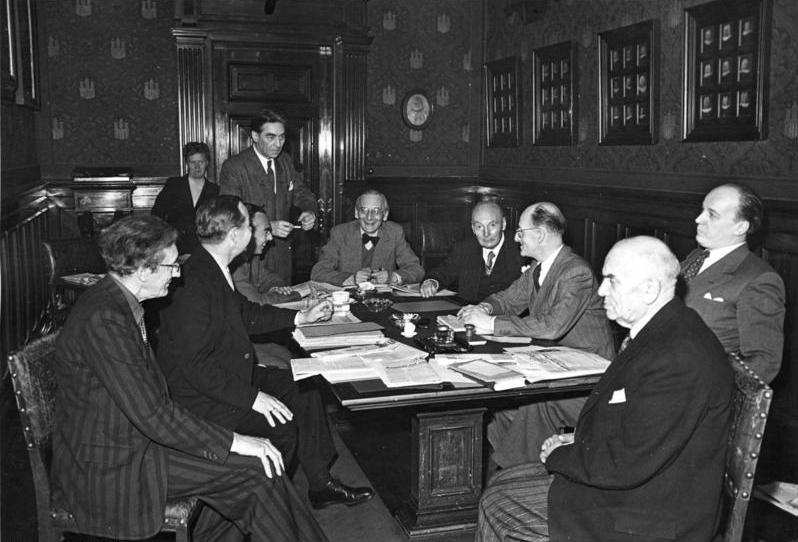
Erich Kästner (3. sedící zleva) při prvním setkání nově založeného PEN klubu v roce 1949

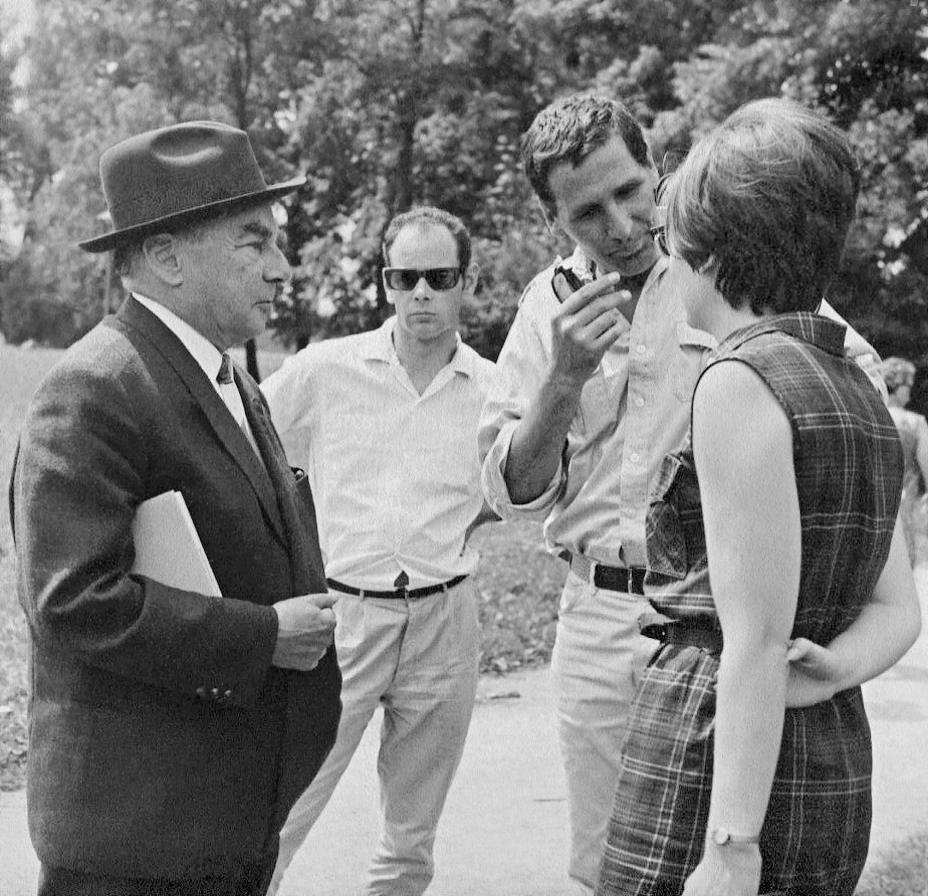
Erich Kästner (vlevo) při natáčení v roce 1968

Po skončení druhé světové války se Kästner přestěhoval do Mnichova, kde se ujal vedení sekce fejetonů v novinách Die Neue Zeitung a zároveň byl pozorovatelem zahájení Norimberského procesu. V Mnichově rovněž vydával časopis pro děti a mládež Pinguin a věnoval se také stále více literárnímu kabaretu. Pracoval pro kabarety „Die Schaubude“ (1945–1948) a „Die Kleine Freiheit“ (od roku 1951) a psal pro rozhlas. Během této doby vznikla řada čísel, písní, rozhlasových her, řečí a esejů, které se mimo jiné zabývaly nacionálním socialismem, válkou a poválečnou realitou ve zničeném Německu.
Kästnerův poválečný optimismus se však postupně měnil v rezignaci, zvláště v souvislosti se západoněmeckou měnovou reformou a nastupujícím ekonomickým zázrakem. Kromě toho se brzy objevily snahy o remilitarizaci. Spisovatel zůstal věrný svému antimilitaristickému cítění, vystupoval proti zbrojení a později se také rozhodně obrátil proti válce ve Vietnamu. Odmítal také vládní opatření, v kterých spatřoval omezení svobody tisku. V roce 1952 protestoval proti „Zákonu o šíření spisů škodlivých nezletilým“ a roku 1962 byl jedním z prvních intelektuálů, kteří se postavili proti domovním prohlídkám v souvislosti s aférou kolem týdeníku Der Spiegel. V roce 1954 přednesl projev připomínající atentát na Hitlera z 20. července 1944, v němž Clause Schenka von Stauffenberga označil za vzor pro současnou mládež.
V padesátých a šedesátých letech byl vnímán a oceňován hlavně jako autor knih pro děti. S poválečnou literaturou se nesžil a publikoval stále méně, k čemuž přispěl i jeho rostoucí alkoholismus. Znovuobjevení jeho literárního díla z doby Výmarské republiky začalo až v 70. letech, román Fabian byl ku příkladu zfilmován až v roce 1980.
Nicméně Kästner byl velmi úspěšný. Jeho dětské knihy byly přeloženy do mnoha jazyků, zfilmovány a získaly řadu ocenění. V letech 1951–1962 zastával funkci prezidenta západoněmeckého PEN klubu, v roce 1965 byl zvolen čestným předsedou. Byl také jedním ze zakladatelů Mezinárodní knihovny pro mládež v Mnichově.
Kästner zůstal po celý život svobodný, měl však některé dlouholeté milostné vztahy a aféry. V roce 1957 se narodil jeho syn Thomas. V letech 1964–1969 žil spisovatel se synem a s jeho matkou Friedel Siebertovou (1926–1986) ve vile v Parkstraße 3a v městské části Berlín-Hermsdorf am Waldsee. V této době střídavě pobýval v Berlíně a v Mnichově, kde žila jeho životní partnerka Luiselotte Enderleová. Mnoho času strávil také pobytem v sanatoriích.
V roce 1969 oslavil v Berlíně své 70. narozeniny. V stejné době se Friedel Siebertová se synem Thomasem odstěhovala do Švýcarska. V roce 1977 byla vydána sbírka Dopisy z Ticina, které Kästner psal svému synovi a jeho matce v 60. letech. Pro Thomase také napsal své poslední dvě dětské knihy Der kleine Mann a Der kleine Mann und die kleine Miss.
Kästner byl častým recitátorem svých děl. Již ve dvacátých letech natočil na šelakové gramofonové desky své kritické básně. Ve filmových adaptacích svých dětských knih byl několikrát vypravěčem, pro společnost Deutsche Gramophon natočil výběr svých básní a epigramů. V neposlední řadě pořádal různé literární večery a četl ze svých děl pro rozhlas, např. z knihy Když jsem byl malý kluk. Po roce 1965 se Kästner téměř úplně stáhnul z literárního provozu. Krátce před svou smrtí dal svolení k tomu, že po něm byla pojmenována Dětská vesnička Ericha Kästnera. Kästner zemřel na rakovinu jícnu 29. července 1974 v klinice Neuperlach a po svém zpopelnění byl pohřben na hřbitově v Mnichově-Bogenhausenu.

## Dílo a recepce

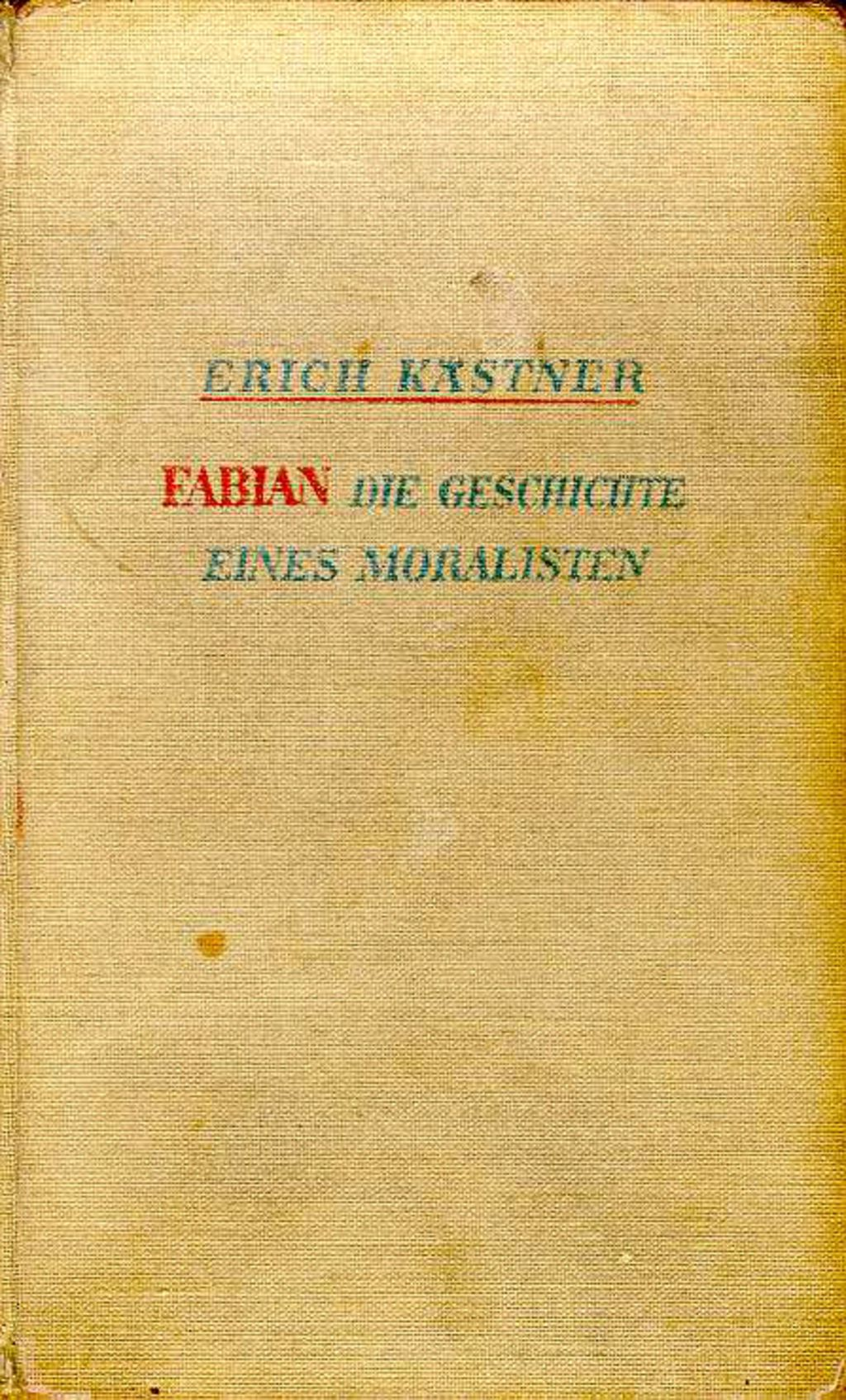
Fabian (1931)

Kästnerův pohled na svět je rozdvojen mezi posměšně a negativně vykreslený svět dospělých kontrastující s protichůdnou sférou dětí, v čemž Andreas Drouve spatřuje polaritu dobra a zla. Zatímco jeho satirické verše odkazují ke spisovatelovu pesimismu, jeho knihy pro děti se vyznačují jistou nadějí na postupný rozvoj lidstva. Podle Drouveho se tak Kästner ocitá v protichůdné situaci, kdy dětem nabízí svět, ve který on sám nemůže věřit. Tento dualismus ho vede ke konstruování reality tak, jak ji pro úspěch svých knih potřebuje, čímž se liší od „skutečných osvícenců“, jako byl Lessing nebo Kurt Tucholsky.
Autor knih pro děti Fred Rodrian rovněž konstatuje rozdělení na „špatný, beznadějně reálný svět dospělých“ na jedné straně a „soudržný a jediný dobrý svět dětí“ na straně druhé. Spisovatel namířil své satirické šípy proti zlému Fabianovu světu, naopak v jeho dětských knihách existuje zlo jen proto, aby ukazovalo na dobro. Emil je přitom „Fabianovo dětství“, zatímco dospělý Emil pravděpodobně utone stejně jako románový Fabian. Rozdělení světa potom Rodrian považuje za Kästnerův velký omyl.
Pokud se člověk orientuje podle Kästnerových výroků, tak chtěl jako satirik prostřednictvím nahlédnutí čtenáře morálně povznést. Skrz naskrz pesimistické a nihilistické pozadí jeho satirických spisů je spojeno s postojem, že navzdory vědecko-technickému vývoji nedošlo a nedojde k žádnému pokroku. Tuto perspektivu lze rozpoznat např. v básni Die Entwicklung der Menschheit, v níž jsou „z pralesa vylákaní“ lidé požehnaní civilizačními a vědeckými výdobytky „pozorováni na světle“ jako „stále ty staré opice“. Tyto posměšné verše souvisejí s procesem morálního zrání člověka, který dosud neodpovídá jeho vnějšímu vývoji. Se svými prvotními instinkty člověk zůstal na své původní úrovni, i když žije v centrálně vytápěných výškových budovách a od svých předků se liší pouze technickými inovacemi, což je pohled, který lze najít i v básni Dem Revolutionär Jesus zum Geburtstag.
Kromě společnosti a kultury patří mezi hlavní cíle Kästnerovy satiry také válka a militarismus. Ve svých antimilitaristických verších zastává autor pozici „varovatele“, např. v básni Kennst Du das Land, wo die Kanonen blühn?, v níž sleduje příčiny války, jimiž je v posledku lidská hloupost. Zjevný politický postoj jeho lyriky je formován idealistickou morálkou. Kästnerova společenská kritika je spíše intuitivní a morální, nepřináší nějakou analýzu okolností, takže je většinou omezena jen na apelování na dobrou vůli čtenáře, popř. na slova rezignace, jako např. v antologii Gesang zwischen den Stühlen.
Někteří současníci Kästnerův přístup ostře kritizovali. Walter Benjamin ve svém vlivném článku Linke Melancholie charakterizoval tento postoj jako politický radikalismus, který je bezpoziční, vede k fatalismu a mohl by být kritizovanými dokonce uvítán. Benjamin považoval autorovu trudnomyslnost za rutinní metodu a básně, které prostřednictvím denních novin „sviští jako ryby ve vodě“ podrobil ideologicko-kritickému pozorování. Kästner podle něho vyrábí lyrické masové zboží a je v pohodlné pozicí, jež je daleko od jakékoliv odpovědnosti a jež popírá sociální problematiku. S rutinními poznámkami dodal svým „nalakovaným dětským míčkům reputaci ragbyových míčů“.
Zatímco Benjamin a Bertolt Brecht viděli užitou lyriku a užitou literaturu v souvislosti s politickými motivy a změnami, Kästnerova definice se omezovala spíše na verše, které lze snadno konzumovat. V článku Ringelnatz und Gedichte überhaupt, který vznikl počátkem roku 1930 pro Neue Leipziger Zeitung, napsal, že „není žádnou hanbou psát verše, kterým by současníci rozuměli.“ Zatímco „čistý“ básník zanechává „konzervovanou lyriku“ pro věčnost, která by se dala využít pro „pozdější disertační práce“, užitý lyrik píše „pro dnešek, k okamžitému jídlu“. Jeho produkty nemají dlouhou trvanlivost a rychle by se kazily. Tento přístup se tak zjevně odlišuje od Brechtových pokynů z jeho básnické sbírky Domácí postila.
Podle Marcela Reicha-Ranického Kästner miloval „hru s obrácenými rolemi“. Čtenáře svých esejů viděl jako děti a čtenáře jeho dětských knih jako dospělé. Ti, kteří mají v jeho knihách zdravý rozum, jsou děti a dospívající. Pronásledují a chytí zloděje a tím obnoví pořádek (Emil a detektivové). Nejsou to rodiče, kdo vychovávají své děti – vychovateli jsou děti, které své rodiče přivádějí k rozumu (Luisa a Lotka). Děti většinou považovaly jeho dětské knihy za pravdivé, protože často ukazovaly prostředí, které znaly. Ať už jsou to berlínské dvorky nebo jednoduše to, že odpozoroval, jakým jazykem se běžně mluví. Tento všednodenní jazyk fixoval ve svých knihách, a v tomto smyslu je jeho dětský román Emil a detektivové spjat s novou věcností.

## Ocenění

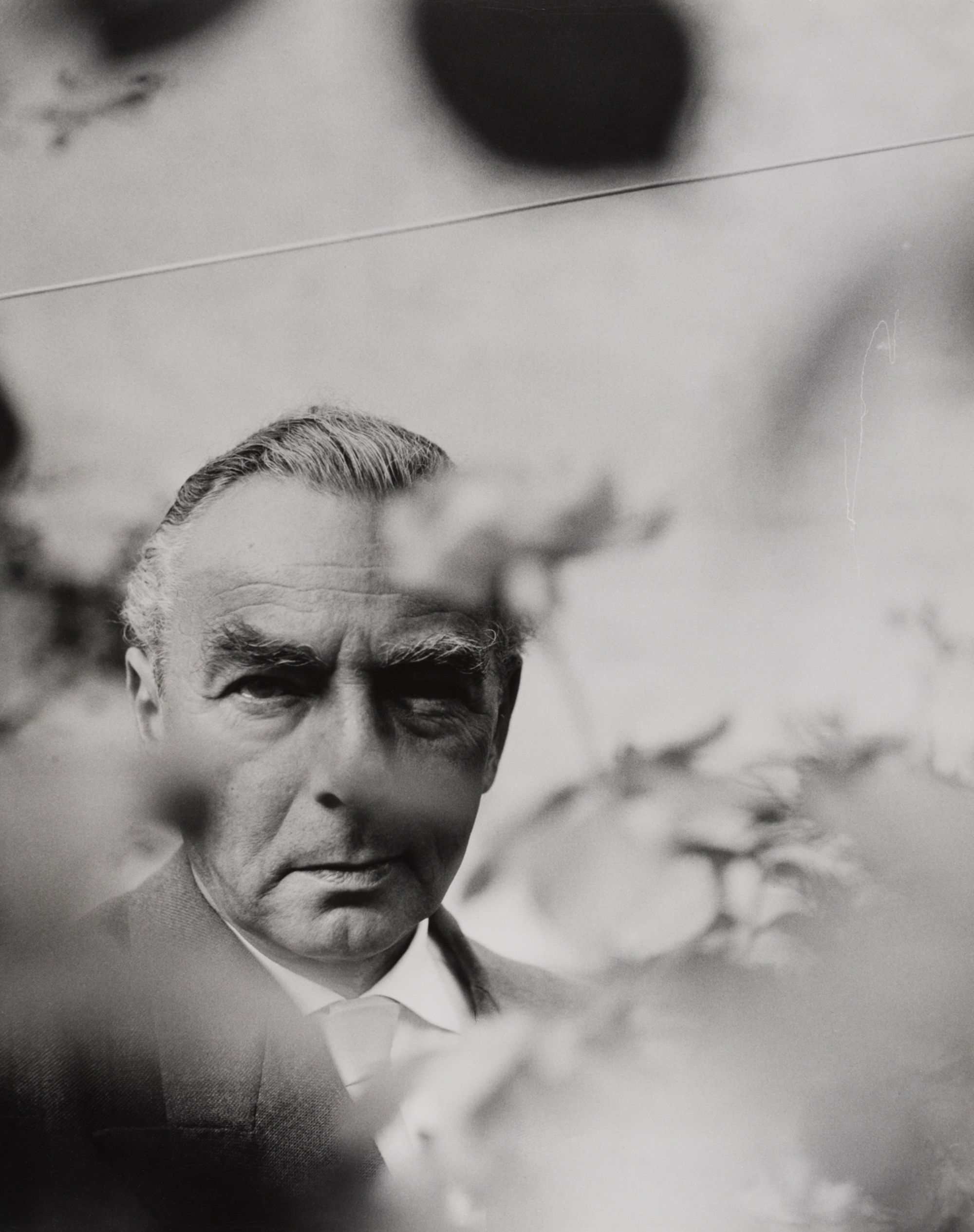
Erich Kästner v mnichovském Herzogparku, 1962

- 1951: Německá filmová cena za nejlepší scénář Das doppelte Lottchen
- 1956: Literární cena města Mnichova
- 1957: Cena Georga Büchnera
- 1959: Velký kříž za zásluhy Spolkové republiky Německo
- 1960: Cena Hanse Christiana Andersena (medaile Hanse Christiana Andersena)
- 1968: Lessingův prsten (společně s Literární cenou německých zednářů)
- 1969: Německá filmová cena za mnoho let vynikající práce v německém filmu
- 1970: Čestná kulturní cena města Mnichova
- 1974: Zlatá čestná medaile města Mnichov

Po Kästnerovi byla pojmenována řada německých ulic. Asteroid (12318) Kastner dostal (poangličtěné) jméno Ericha Kästnera.
U příležitosti 100. narozenin Kästnera vydala Německá pošta v roce 1999 speciální poštovní známku s motivem Emila a detektivů a nominální hodnotou 3 DM (Michel-Nr. 2035).
Jedna z hvězd slávy na chodníčku „Sterne der Satire – Walk of Fame des Kabaretts“ v německé Mohuči se od roku 2004 jmenuje Kästner.
Jeden z prvních nových vlaků Intercity Express (ICE 4) byl v říjnu 2017 pojmenován po Erichu Kästnerovi.
Kästnerovo jméno nese také Cena Ericha Kästnera za literaturu od Společnosti Ericha Kästnera, Cena Ericha Kästnera od Drážďanského tiskového klubu a Knihovna Ericha Kästnera v Oberschwarzachu.

## Památníky a pomníky

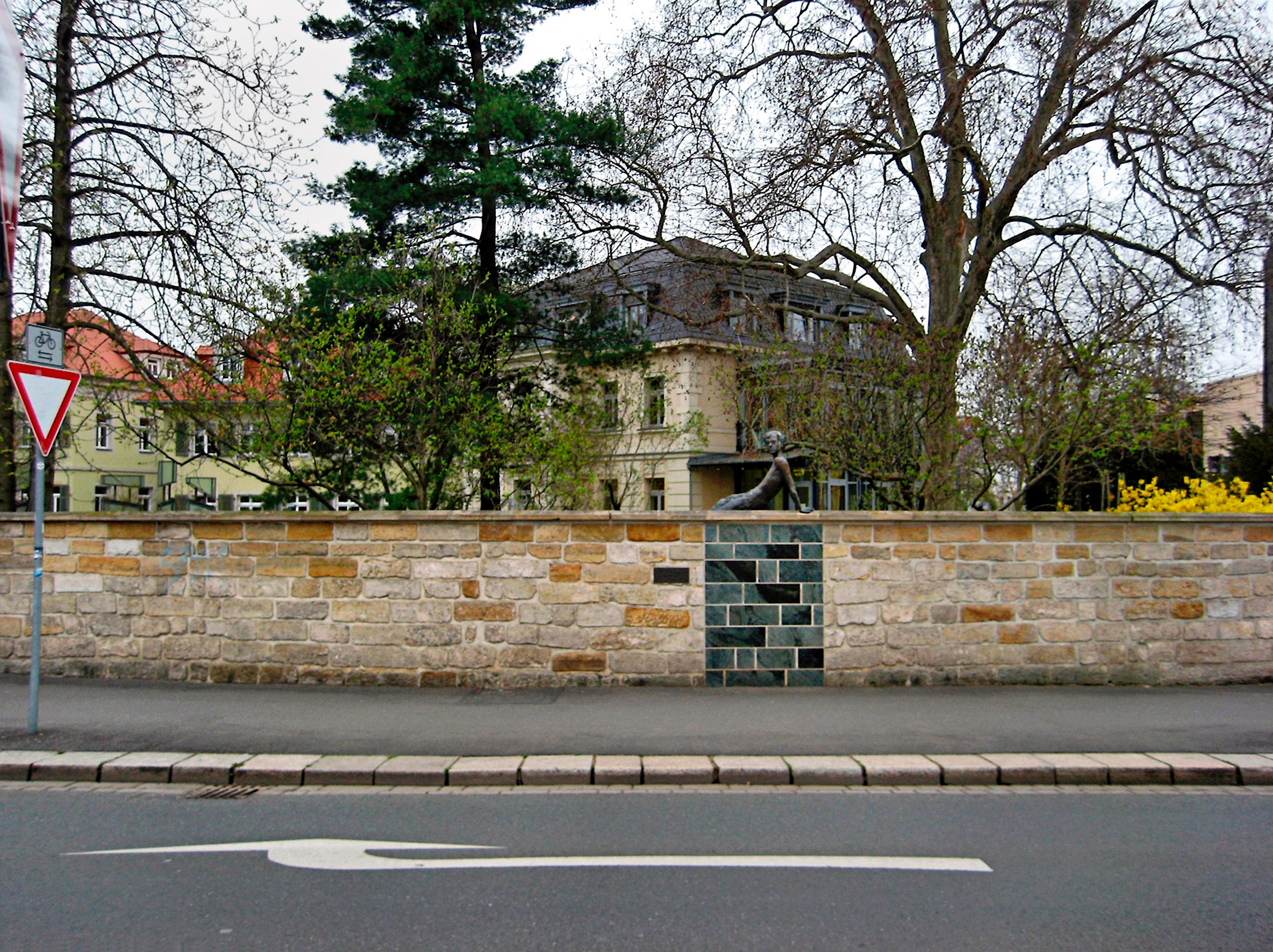
Muzeum Ericha Kästnera s plastikou Mátyáse Vargy u náměstí Albertplatz

V Drážďanech-Neustadtu (Antonstrasse 1 u náměstí Albertplatz) se ve vile Augustin nachází Muzeum Ericha Kästnera, které provozuje podpůrčí spolek. V jeho blízkosti byla na zeď umístěna bronzová socha, zobrazující Kästnera jako sedícího chlapce. Tato plastika, kterou vytvořil maďarský sochař a malíř Mátyás Varga, byla inspirována výrokem: „Raději jsem se přikrčil na zahradní zídce a sledoval život a dění na Albertplatzu. Tramvaje (...) mi zastavovaly přímo před očima, jako by to dělaly kvůli mně.“ K domu, kde se narodil, v nedaleké ulici Königsbrücker Straße 66 je připevněna pamětní deska. V Berlíně jsou na památku Kästnera dvě pamětní desky na jeho dřívějších bytech: v Parkstrasse 3a v Berlíně-Hermsdorfu a v dnešní Prager Strasse 6-10 v Berlíně-Wilmersdorfu. Na Kästnerově dlouhodobém sídle v Berlíně-Charlottenburgu, Roscherstraße 16 (1929–1944) žádná pamětní deska není. Na Albertplatzu v Drážďanech stojí památník, symbolizující některé Kästnerovy knihy s kloboukem a popelníkem.
Po Kästnerovi jsou pojmenovány desítky škol, jejichž názvy mají pravopisnou podobu „Erich Kästner-Schule“ nebo „Erich Kästner Schule“, nikoliv „Erich-Kästner-Schule“, v čemž se řídí výslovným přáním spisovatele.
Na přání Ericha Kästnera a Luiselotte Enderleové uchovává od počátku devadesátých let Dětská vesnička Ericha Kästnera v Oberschwarzachu v zemském okrese Schweinfurt spisovatelovu pozůstalost včetně 8200 knih z jeho soukromé knihovny a četných předmětů z jeho každodenního života.
Kästnerova písemná pozůstalost je uložena v Archivu německé literatury v Marbachu. Některé archiválie včetně strojopisů románů Emil a detektivové a Fabian, jsou k vidění ve stálé expozici Muzea moderní literatury v Marbachu.
V roce 2015 byl založen spolek Förderverein Erich Kästner Forschung e. V. se sídlem v Mnichově, který vydává publikace o Kästnerovi v edici Erich Kästner-Studien. Tento spolek podporuje vědecké a kulturní aktivity týkající se Kästnerova života, díla a působení, jakož i konferencí, přednášek a kulturních akcí.

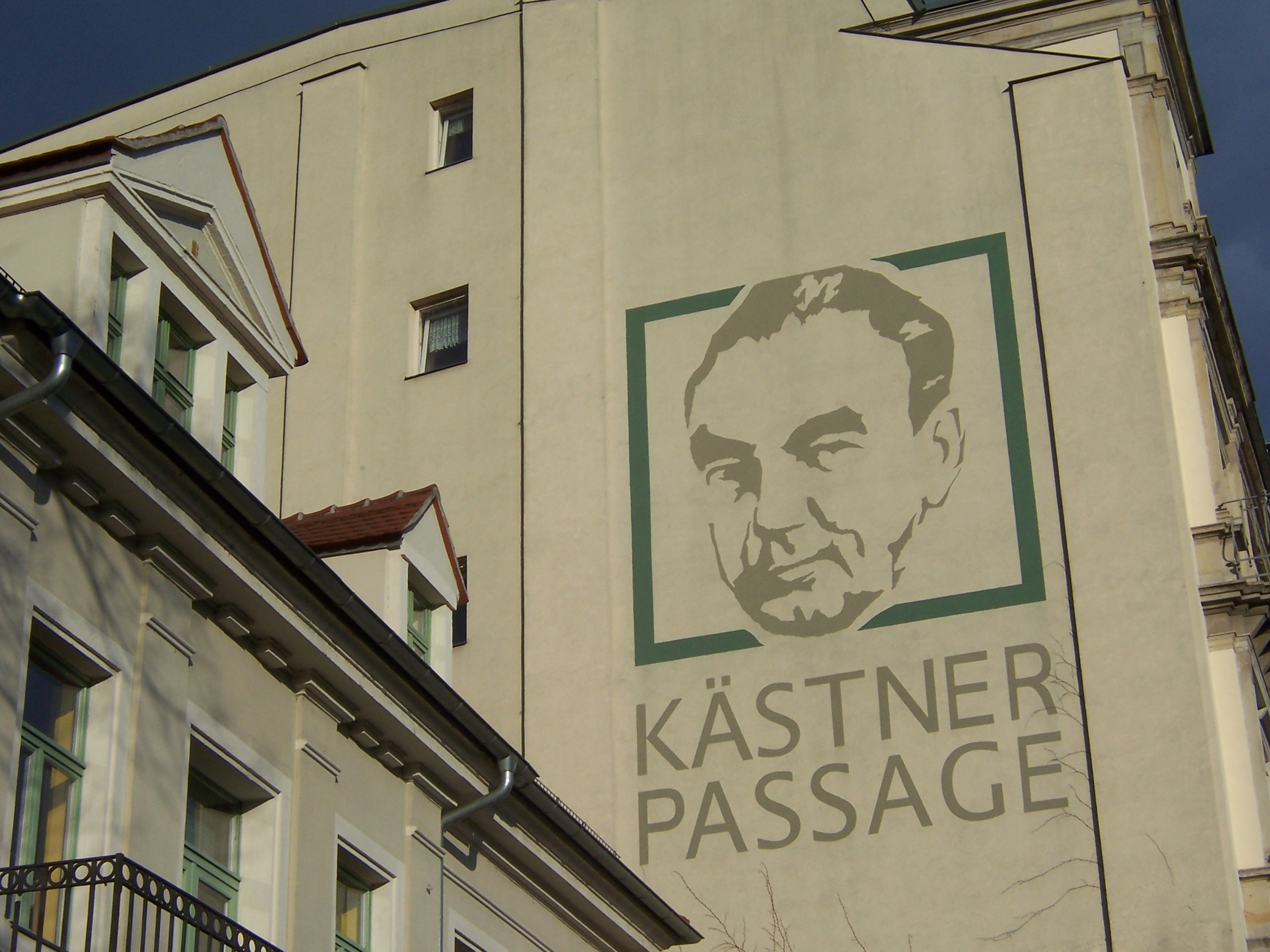
Kästnerův portrét u tzv. Kästnerovy pasáže v drážďanském Neustadtu
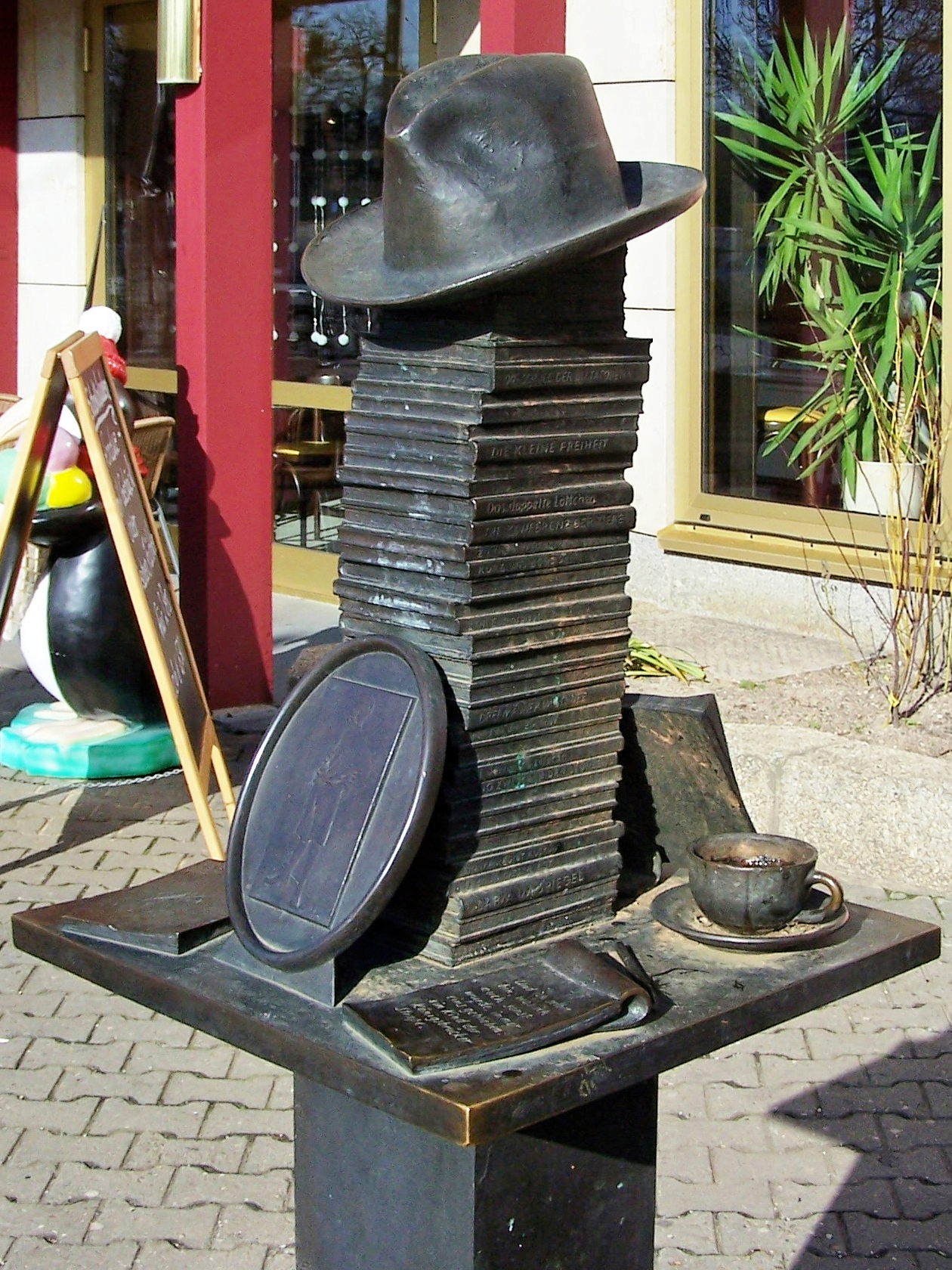
Památník na náměstí Albertplatz v Drážďanech
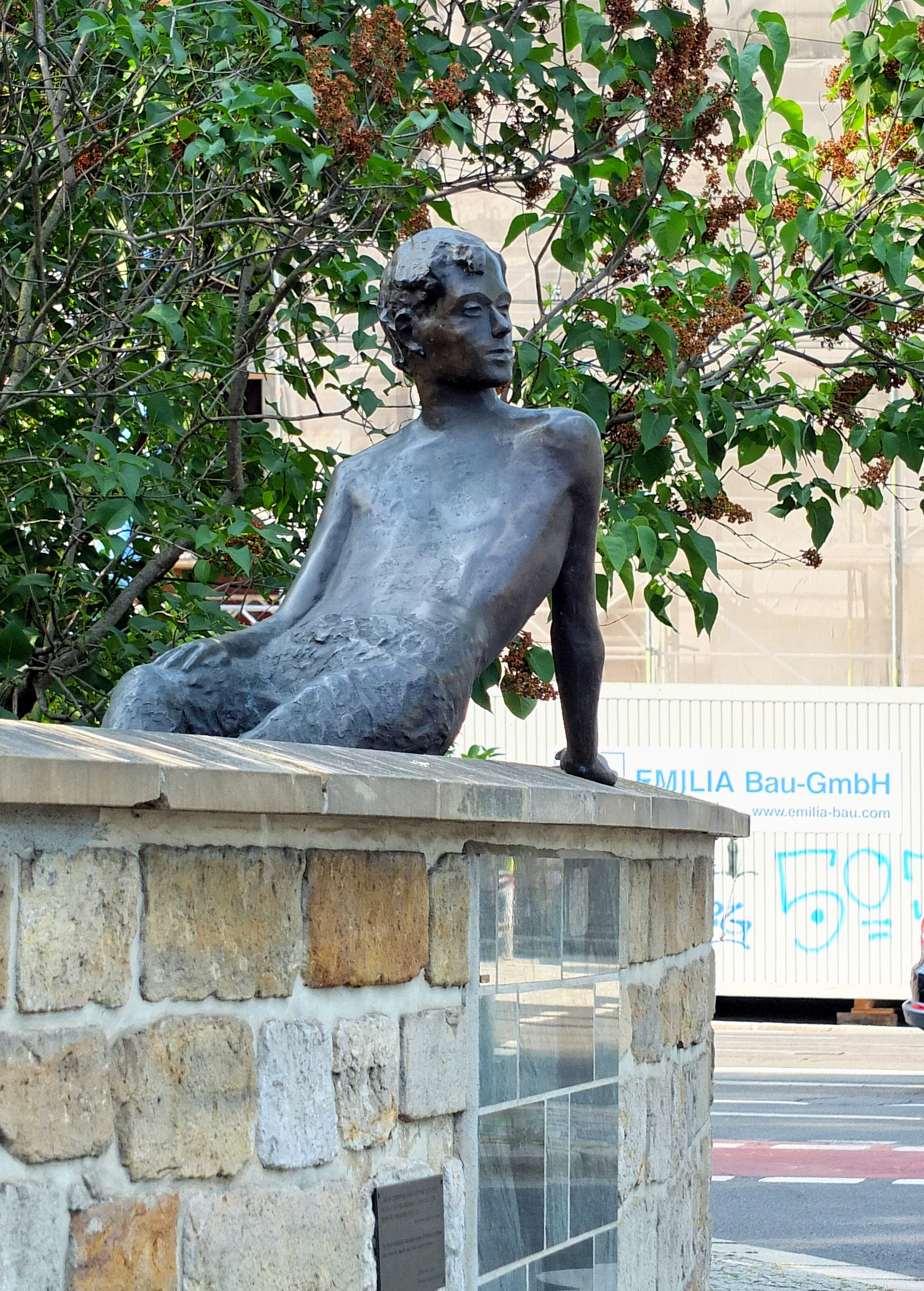
Bronzová plastika od Mátyáse Vargy na zdi Muzea Ericha Kästnera v Drážďanech
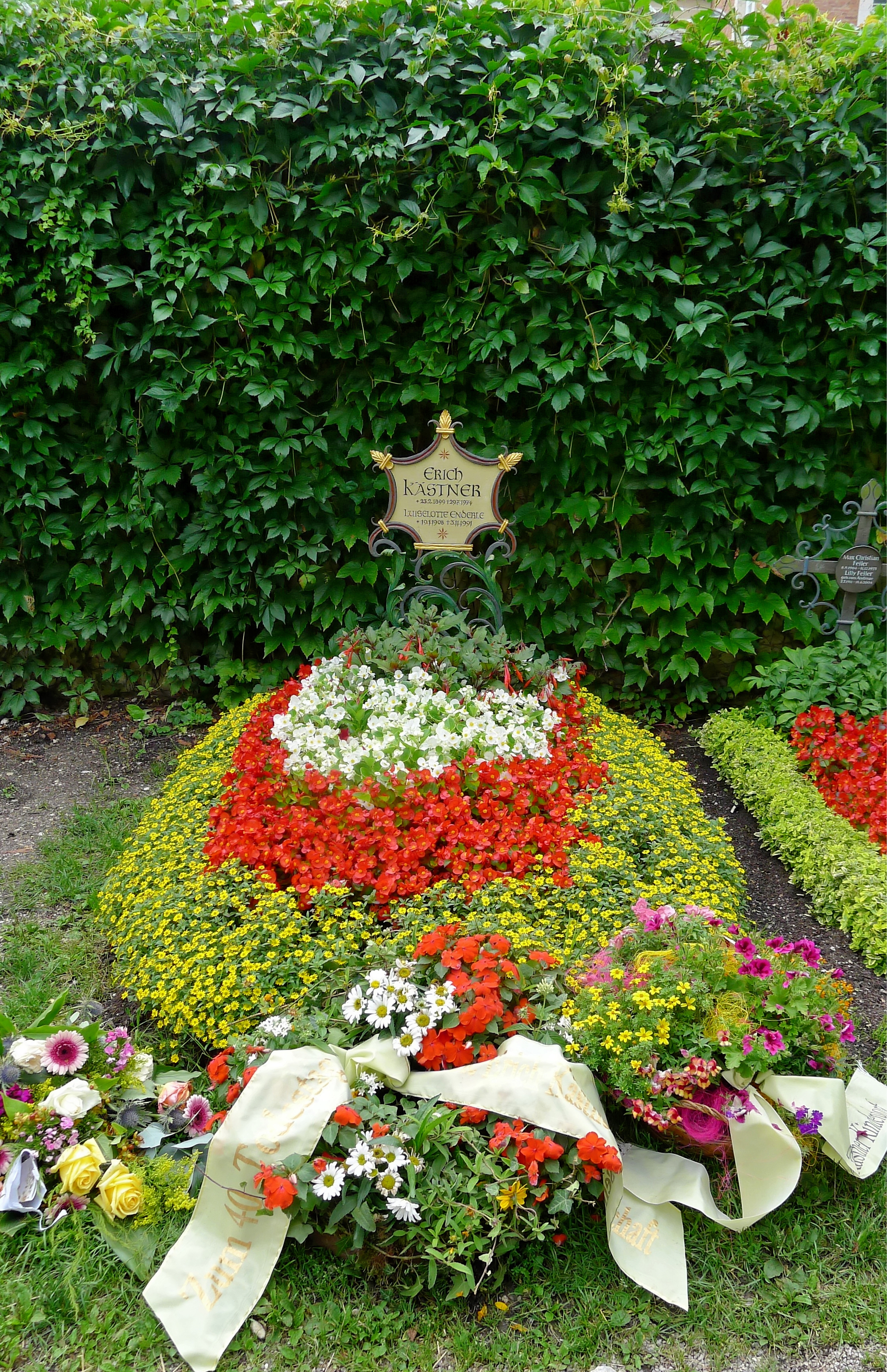
Hrob Ericha Kästnera (Bogenhausener Friedhof v Mnichově)

## Výběrová bibliografie

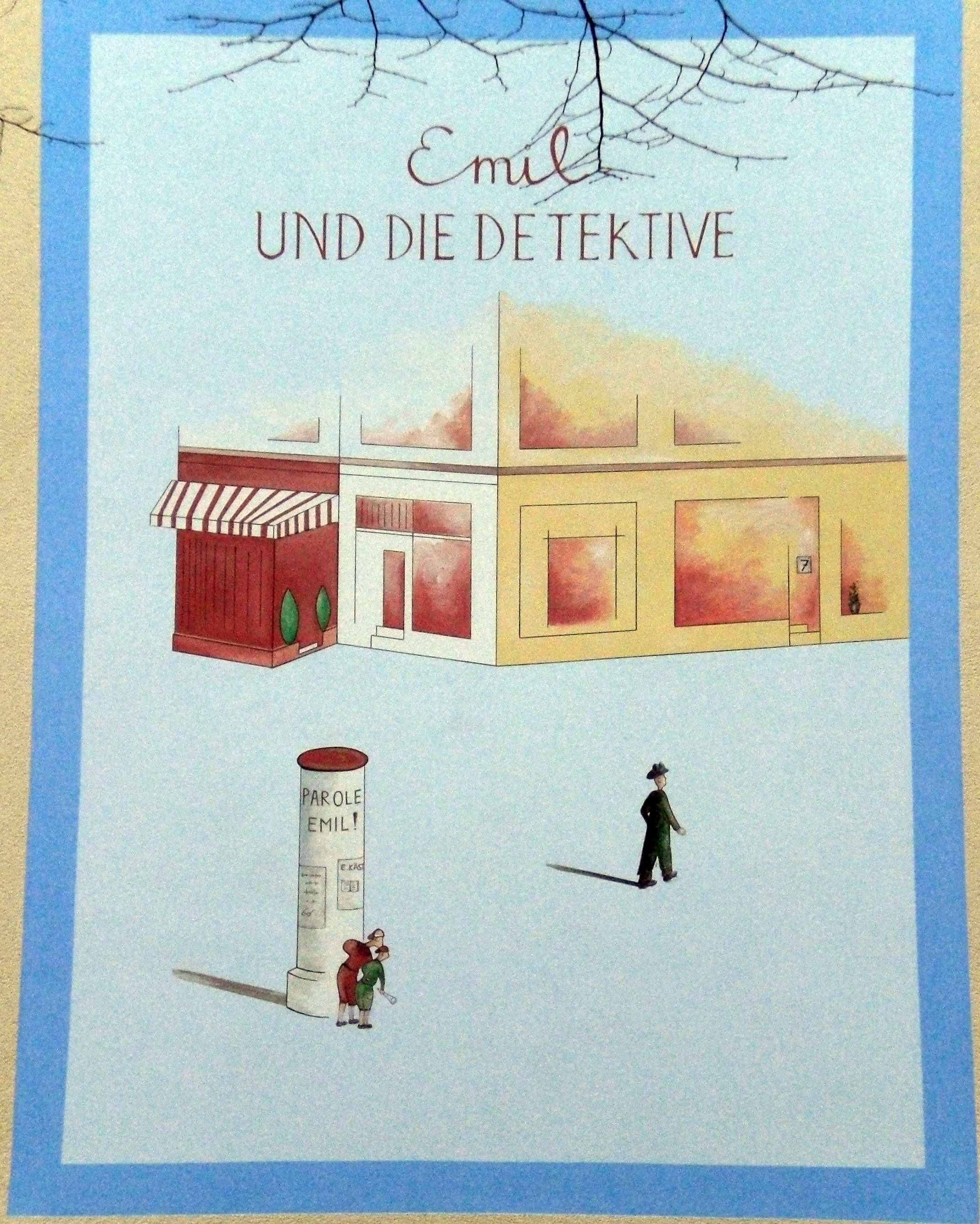
Nástěnná malba v berlínské ulici Prager Straße na motivy románu Emil a detektivové

### První vydání
- Klaus im Schrank oder Das verkehrte Weihnachtsfest. Theaterstück, 1927.
- Herz auf Taille. 1928.
- Emil und die Detektive. 1929.
- Lärm im Spiegel. C. Weller Co. Verlag, Leipzig ; Wien 1929; Cecilie Dressler Verlag, Berlin 1963.
- Leben in dieser Zeit. 1929.
- Ein Mann gibt Auskunft. 1930.
- Das letzte Kapitel. 1930.
- Die Ballade vom Nachahmungstrieb 1931.
- Arthur mit dem langen Arm. 1931.
- Pünktchen und Anton. 1931.
- Fabian : die Geschichte eines Moralisten. 1931.
- Der Gang vor die Hunde. (Nové vydání Fabiana, Atrium Verlag, Zürich 2013.)
- Der 35. Mai oder Konrad reitet in die Südsee. 1931.
- Das verhexte Telefon. 1932.
- Gesang zwischen den Stühlen. 1932.
- Das fliegende Klassenzimmer. 1933.
- Drei Männer im Schnee. 1934.
- Emil und die drei Zwillinge. 1934. (Pokračování románuá „Emil und die Detektive“), ilustrace:Hans Kossatz
- Die verschwundene Miniatur. 1935.
- Doktor Erich Kästners Lyrische Hausapotheke. 1936.
- Der Zauberlehrling. (Románový fragment), 1936. (Nové vydání: Atrium Verlag, Zürich 2016, ISBN 978-3-85535-399-6.)
- Georg und die Zwischenfälle. (Der kleine Grenzverkehr), 1938.
- Die Konferenz der Tiere. 1949.
- Das doppelte Lottchen. 1949.
- Die 13 Monate. 1955.
- Die Schule der Diktatoren. 1957.
- Als ich ein kleiner Junge war. 1957.
- Über das Nichtlesen von Büchern, s ilustracemi Paula Flory, 1958.
- Die Ballade vom Nachahmungstrieb. 1959.
- Notabene 45. 1961. (Nové vydání: Atrium Verlag, Zürich 2012, ISBN 978-3-85535-386-6.)
- Das Schwein beim Friseur. 1962.
- Der kleine Mann. 1963.
- Der kleine Mann und die kleine Miss. 1967.
- … was nicht in euren Lesebüchern steht. 1968.
- Über das Verbrennen von Büchern. Atrium Verlag, Zürich 2012, ISBN 978-3-85535-389-7.
- Das Blaue Buch: Geheimes Kriegstagebuch 1941–1945. Atrium Verlag, Zürich 2018, ISBN 978-3-85535-019-3.

### České překlady
- Emil a detektivové, Adolf Synek, Praha 1932, přeložila Jarmila Hašková, znovu 1934 a 1937.
- Fabian, Václav Petr, Praha 1933, přeložil Miloš Hlávka.
- Kulička a Toník, Adolf Synek, Praha 1934, přeložila Marta Třísková,
- Bylo to 35. května, Adolf Synek, Praha 1935, přeložila Marie Bolenová,
- Létající třída, Karel Synek, Praha 1935, přeložila Marta Třísková,
- Tři muži ve sněhu, Alois Srdce, Praha 1935, přeložil Josef Hobza,
- Emil a tři dvojčata, Karel Synek, Praha 1936, přeložil Karel Vlasák,
- Zmizelá miniatura, Alois Srdce, Praha 1937, přeložil Jan Rybář,
- Lyrická domácí lékárnička, Toužimský & Moravec, Praha 1939, přeložil Jan Münzer,
- Emil a detektivové, SNDK, Praha 1957, přeložila Jitka Fučíková, znovu 1959 a 1966, Albatros, Praha 1972, Amulet, Praha 1997 a XYZ, Praha 2010.
- Kulička a Toník, SNDK, Praha 1958, přeložila Jitka Fučíková,
- Honba za miniaturou, Naše vojsko, Praha 1959, přeložil Jaroslav Simonides,
- Luisa a Lotka, SNDK, Praha 1959, přeložila Hana Žantovská, znovu Albatros, Praha 1969, 1974, 1978, 1992, 1997, 2001, 2004 a 2010.
- Emil a tři dvojčata, SNDK, Praha 1959, přeložila Jitka Fučíková,
- Létající třída, SNDK, Praha 1961, přeložila Jitka Fučíková,
- 35. květen, SNDK, Praha 1963, přeložila Jitka Fučíková, znovu Albatros, Praha 1975 a 2001.
- Z malých dějin, Mladá fronta, Praha 1963, výbor z veršů, vybrala Jitka Bodláková, přeložil Josef Hiršal.
- Německé kolečko Odeon, Praha 1966, výbor z básní a povídek, vybrali a přeložili Jitka Bodláková a Josef Hiršal.
- Když jsem byl malý kluk, SNDK, Praha 1966, přeložila Jitka Fučíková,
- Fabian, Svobodné slovo, Praha 1968, přeložil Rudolf Toman,
- Neuvěřitelné příběhy, Albatros, Praha 1970, tři veršované pohádky, přeložil Josef Brukner,
- Matýsek z krabičky od zápalek, Albatros, Praha 1972, přeložila Jitka Fučíková,
- Příběhy z dětství i dospělosti, Odeon, Praha 1979, přeložili Jitka Fučíková, Jana Pecharová, Rudolf Toman a Jaroslav Střítecký, obsahuje Když jsem byl malý kluk, Emil a detektivové, Tři muži ve sněhu a Fabian.
- Veselá trilogie, Práce, Praha 1982, přeložili Jana Pecharová a Jaroslav Simonides, obsahuje Tři muži ve sněhu, Honba za miniaturou a Malý pohraniční styk.
- Emil a detektivové, Emil a tři dvojčata, SNDK, Praha 1968, přeložila Jitka Fučíková, znovu Albatros, Praha 1979, 1985 a 1989.
- Sólo pro mužský hlas Odeon, Praha 1988, výbor z veršů, vybral a přeložil Jindřich Flusser,
- Třináctý měsíc, Dokořán, Praha 2006, verše, vybral a přeložil Radek Malý.

## Filmové adaptace
- Emil und die Detektive (1931, Emil a detektivové), německý film, režie Gerhard Lamprecht,
- Emil and the Detectives (1935, Emil a detektivové), britský film, režie Milton Rosmer,
- Tři muži ve sněhu (1936), česká filmová komedie, režie Vladimír Slavínský,
- Paradise for Three (1938), americký film podle knihy Tři muži ve sněhu, režie Edward Buzzell,
- Der kleine Grenzverkehr (1943, Malý pohraniční styk), německý film, režie Hans Deppe,
- Toscanito y los detectives (1950), italský film podle knihy Emil a detektivové, režie Antonio Momplet,
- Das doppelte Lottchen (1950, Luisa a Lotka), německý film, režie Josef von Báky,
- Emil and the Detectives (1952, Emil a detektivové), britský televizní seriál,
- Twice Upon a Time (1953), britský film podle knihy Luisa a Lotka, režie Emeric Pressburger,
- Punktchen and Anton (1953, Kulička a Toník), německý film, režie Thomas Engel,
- Das fliegende Klassenzimmer (1954, Létající třída), německý film, režie Kurt Hoffmann,
- Emil und die Detektive (1954, Emil a detektivové), německý film, režie Robert A. Stemmle,
- Die verschwundene Miniatur (1954, Honba za miniaturou), německý film, režie Carl-Heinz Schroth,
- Drei Männer im Schnee 1955, Tři muži ve sněhu), německý film, režie Kurt Hoffmann,
- The Parent Trap (1961), americký film podle knihy Luisa a Lotka, režie David Swift,
- Emil and the Detectives (1964, Emil a detektivové), americký film, režie Peter Tewksbury,
- Die dreizehn Monate (1970, Třináctý měsíc), německý televizní film, režie Dietrich Haugk,
- Das fliegende Klassenzimmer (1973, Létající třída), německý film, režie Werner Jacobs,
- Drei Männer im Schnee (1974, Tři muži ve sněhu), německý film, režie Alfred Vohrer,
- Fabian (1980), německý film, režie Wolf Gremm,
- Die verschwundene Miniatur (1989, Honba za miniaturou), německý televizní film, režie Vera Loebnerová,
- Charlie & Louise - Das doppelte Lottchen (1994), německý film podle knihy Luisa a Lotka, režie Joseph Vilsmaier,
- Long Lost Sisters - Khaharane Gharib (1995), íránský film podle knihy "Luisa a Lotka", režie Kiumars Pourahmad,
- The Parent Trap (1998), americký film podle knihy Luisa a Lotka, režie Nancy Meyers,
- Punktchen and Anton (1999, Kulička a Toník), německý film, režie Caroline Link,
- Emil und die Detektive (2001, Emil a detektivové), německý film, režie Franziska Buch,
- Das fliegende Klassenzimmer (2003, Létající třída), německý film, režie Tomy Wigand,
- Das doppelte Lottchen (2007, Luisa a Lotka), německý film, režie Toby Genkel,
- Lyrical Medicine Chest (2008), americký film podle knihy Lyrická domácí lékárnička, režie Joseph Alessi a Max D. Sturm.

#### Biografie
- ENDERLE, Luiselotte. Erich Kästner. 17. vyd. Reinbek bei Hamburg: Rowohlt, 1998. 158 s. ISBN 978-3-499-50120-3. (německy)
- GÖRTZ, Franz Josef; SARKOWICZ, Hans. Erich Kästner : eine Biographie. München ; Zürich: Piper, 2003. 432 s. ISBN 978-3-492-23760-4. (německy)
- HANUSCHEK, Sven. Erich Kästner. Reinbek bei Hamburg: Rowohlt-Taschenbuch-Verl., 2004. 156 s. Dostupné online. ISBN 978-3-499-50640-6. (německy)
- HANUSCHEK, Sven. "Keiner blickt dir hinter das Gesicht" : das Leben Erich Kästners. München: Dt. Taschenbuch-Verl., 2003. 491 s. ISBN 978-3-423-30871-7. (německy)

#### OKästnerovi
- BODLÁKOVÁ, Jitka. Erich Kästner. 1. vyd. Praha: Státní nakladatelství dětské knihy, 1966. 179 s. (Knižnice teorie dětské literatury).
- DROUVE, Andreas. Erich Kästner : Moralist mit doppeltem Boden. Marburg: Tectum-Verlag, 1999. 299 s. ISBN 978-3-8288-8038-2. (německy)
- HUBEŇÁKOVÁ, Monika. Obraz nové věcnosti (Neue Sachlichkeit) v dětských románech Ericha Kästnera v porovnání s českým dobovým dílem Jaroslava Foglara, Záhadou hlavolamu. Praha, 2017 [cit. 2021-06-24].  Bakalářská práce. Fakulta sociálních věd Univerzity Karlovy. Vedoucí práce Alena Zelená.   Dostupné online.
- KAISER, Thomas O. H. "Parole Emil!" : Über Erich Kästner : Leben – Werk – Wirkung. 3. vyd. Norderstedt: BoD – Books on Demand, 2019. 172 s. ISBN 978-3-7347-8317-3. (německy)
- KAZMIROWSKÁ, Zdislava. Kästnerova Létající třída v českých překladech. Praha, 2021 [cit. 2021-06-24].  Diplomová práce. Filozofická fakulta Univerzity Karlovy. Vedoucí práce Petra Mračková Vavroušová.   Dostupné online.
- PELLAR, Ruben. Styl nové věcnosti v rané básnické tvorbě Ericha Kästnera a literárněvědné teorie nové věcnosti. Praha, 2009.  Dizertační práce. Filozofická fakulta Univerzity Karlovy. Vedoucí práce Jiří Stromšík.   Dostupné online.
- TORNOW, Ingo. Erich Kästner und der Film : mit den Songtexten Kästners aus "Die Koffer des Herrn O. F.". München: Dt. Taschenbuch-Verl., 1998. 157 s. ISBN 978-3-423-12611-3. S. 19–20. (německy)

#### Audioknihy
- Gert Fröbe liest aus Doktor Erich Kästners Lyrische Hausapotheke. 1 CD, 34 Min., 1988. Kein & Aber Records, Zürich 2003, ISBN 3-0369-1137-5.
- Das Beste von Erich Kästner. 3 CDs, 155 Min., Teil 1, mit den Hörspielen Emil und die Detektive, Das fliegende Klassenzimmer, Pünktchen und Anton. Sprecher: Heinz Schimmelpfennig, Erich Kästner, Heinz Reincke. Oetinger Media, Hamburg 2014, ISBN 978-3-8373-0714-6.
- Das Beste von Erich Kästner. 3 CDs, 165 Min., Teil 2, Hörspiele: Das doppelte Lottchen, Die Konferenz der Tiere, Als ich ein kleiner Junge war. Sprecher: Hans Söhnker, Martin Held, Heinz Drache. Oetinger Media, Hamburg 2017, ISBN 978-3-8373-0993-5.

#### Filmy oKästnerovi
- Erich Kästner – Das andere Ich. Dokumentární film se scénickou dokumentací, Německo, 2016, 53:55 min., Režie a scénář: Regie: Annette Baumeister, Produkce: Gebrüder Beetz Filmproduktion.
- Kästner und der kleine Dienstag. Hraný film, Německo, Rakousko, 2016, 102 min., Scénář: Dorothee Schön, Režie: Wolfgang Murnberger, Produkce: Ester.Reglin.Film, Dor Film Köln, Degeto.